# Leptodactylodon bueanus
Espèce
Synonymes
- Leptodactylodon albiventris bueanus Amiet, 1981 "1980"

Statut de conservation UICN

 EN  : En danger
Leptodactylodon bueanus est une espèce d'amphibiens de la famille des Arthroleptidae.

## Répartition
Nommée en référence à la ville de Buéa, cette espèce est endémique du Cameroun. Elle se rencontre sur le versant Est du mont Cameroun de 200 à 1 000 m d'altitude.

## Publication originale
- Amiet, 1981 "1980" : Révision du genre Leptodactylodon Andersson (Amphibia, Anura, Astylosterninae). Annales de la Faculté des Sciences du Cameroun, Yaoundé, vol. 27, p. 69-224.